# Besma
Besma is een geslacht van vlinders van de familie spanners (Geometridae), uit de onderfamilie Ennominae.

## Soorten
- B. brea Druce, 1892
- B. marilacta Dyar, 1916
- B. mattearia Schaus, 1901
- B. rubritincta Cassino & Swett, 1925
- B. sesquilinearia Grote, 1883